# Іванишин Володимир Петрович
Іванишин Володимир Петрович — художник прикладного мистецтва, член Клубу Українських митців (КУМ), лауреат обласної премії ім. З.Флінки, старший викладач у Львівській національній академії мистецтв. 

## Біографія
Народився 24 березня 1952 у смт. Вапнярка Вінницької області. Від 1988 — член Національної Спілки Художників України.
- 1971 — закінчив Київський художньо-промисловий технікум;
- 1980 — закінчив Львівський державний інститут декоративно-прикладного мистецтва;
- від 1983  — учасник виставок різного масштабу: обласних, республіканських, міжнародних та зарубіжних;
- восени 1983 року вперше його робота "Пейзаж моєї осені" з'являється на виставці у Національному музеї;
- з 1984 — до 1985 року працює над серією різьблених з дерева ажурних панно і решіток;
- у 1988 році вступив до Спілки художників України;
- у 1989 році став членом Клубу українських митців;
- 1991 — персональна виставка у Львові;
- 1990-2001  — працював у Львівському коледжі декоративного та ужиткового мистецтва на посаді завідувача кафедри художнього дерева;
- від 2003  — працює на посаді старшого викладача кафедри художнього дерева у Львівській академії мистецтв;